# 増田玄樹
増田 玄樹（ますだ げんき、1985年9月21日 - ）は、日本の映画監督、映像作家、シンガーソングライター、写真家。

## 来歴・人物
長崎県五島市福江島出身。
2007年、初めての映像および写真の撮影はイギリス。
渡英期間に撮影した写真や映像はその後、日本の音楽誌『B:PASS』や音楽チャンネルMTVジャパン内の番組などでも使われる。
2009年、バンド：アンダーグラフの結成10周年を記念する映像作品「アンダーグラフ 10th Documentary Films」を監督(Sally.名義)。
2012年、長編ドキュメンタリー『2012.1027』を監督。ある夫婦からのウェディングムービーの依頼のため、一般公開などは行われていない。
同年、ミャンマーにてドキュメンタリー撮影。撮影隊として同行した真戸原直人の撮影他、現地の母親、子供の写真などを撮影する。
2013年、アンダーグラフの「素敵な未来」のミュージックビデオ(監督:行定勲)のメイキングを監督。この撮影を期にドキュメンタリーだけではなく造り込む世界観の映像制作にも興味を持ち同年、アンダーグラフのシングル「風を呼べ」のミュージックビデオを監督。
2014年、ドキュメンタリー撮影や現地の子供の撮影のため、イタリアやフランス、ドバイなどを訪問。現地の風景や子供を撮影。
2015年、ドキュメンタリーの撮影のため、ラオスを訪問。現地の子供などの写真や映像を撮影。
同年、一般社団法人Get in touch（代表：東ちづる）のメッセージソング「Get in touch!(jafrican.ver)」のPVを制作。難産の中、産み出したこの幸せな曲をみんなの心で育ててほしいというメッセージを語っている。
独立行政法人国際協力機構 通称：JICAの青年海外協力隊50周年イメージソング「ひとりひとつ」のPV及びCD購入特典DVD映像、特設サイト内映像などの映像制作を監督。（出演者：アンダーグラフ、遠藤久美子、乙武洋匡、カズン、川嶋あい、北澤豪、倉木麻衣、庄野真代、染谷西郷、高橋尚子、武田鉄矢、宮沢和史、わたなべだいすけ、Alexandra Bounxouei、chihiRo、D-51）
2016年、前年に引き続き、一般社団法人Get in touch（代表：東ちづる）のメッセージソング「Get in touch!(佐藤ひらり.ver)」を制作。また、7月16日に一般社団法人Get in touch 公式Facebookにてドキュメンタリー映画を制作していることを発表し増田玄樹が監督を務めることが発表された。
2017年、映画「私はワタシ〜over the rainbow〜」（監督）が完成。初監督作品。試写を数回行い、７月１６日、第２６回レインボーリール東京にて正式上映。プロデュースは女優であり、一般社団法人Get in touch代表の東ちづる。  
また同映画の音楽、エンディングテーマを作詞、作曲、歌唱するなど新たな側面も見せている。
2021年、東京2020 NIPPONフェスティバル主催プログラム「ONE-Our New Episode-Presented by Japan Airlines」の１つの映像コンテンツ「MAZEKOZEアイランドツアー」を監督。（総監督は東ちづる）

## 作品

### 映画
- 「私はワタシ〜over the rainbow〜」（2017年、監督）

### 映像作品
- アンダーグラフ 10th Documentary Films（2009年、監督）[10]
- 2012.10 27（2012年、監督）
- MAZEKOZEアイランドツアー 東京2020 NIPPONフェスティバル主催プログラム「ONE-Our New Episode-Presented by Japan Airlines」（2021年、監督）

### ミュージックビデオ
- 風を呼べ（テレビアニメ「弱虫ペダル」エンディングテーマ） / アンダーグラフ（2013年）
- メランコリック・キラーステップ / fifi（2014年）
- 思い出を絵に描いて / fifi（2014年）
- Get in touch！(MAZEKOZEの社会の実現をめざすメッセージソング) / YANO BROTHERS＋Get（2015年）
- こころ（NHK「みんなのうた」6-7月放送曲） / アンダーグラフ（2015年）
- 1977年生まれの僕らは / アンダーグラフ（2015年）
- ひとりひとつ（青年海外協力隊50周年イメージソング）/ 16 voices
- モルモット / アンダーグラフ（2016年）
- Get in touch！(MAZEKOZEの社会の実現をめざすメッセージソング) / 佐藤ひらり（2016年）
- Manhattan jail / MASA

### メイキング
- アンダーグラフ「素敵な未来」ミュージックビデオメイキング (2013年)[11]

## 写真家として

### 作品
- ima. (2013年)

### 撮影した著名アーティスト
- アンダーグラフ
- MINMI
- GOKIGEN SOUND
- SOUTH
- KAI_SHINE
- SHOCK EYE (湘南乃風)
- MUNEHIRO
- D-51
- Metis
- MEGA HORN (MEGARYU)
- 若旦那 (湘南乃風)
- HAN-KUN (湘南乃風)
- infinity16

## ミュージシャンとして
- 「life is beautiful.]（2017年）映画「私はワタシ〜over the rainbow〜」主題歌